# Azucena 1.ª Sección
Azucena 1.ª Sección es un ejido del municipio de Cárdenas ubicado en la subregión de la Chontalpa del estado mexicano de Tabasco.

## Geografía
La localidad se ubica a 36.5 kilómetros (en dirección suroeste) de la localidad de Cárdenas, la cabecera y lugar más poblado del municipio. Se sitúa en las coordenadas geográficas 18°14′39″N 93°36′37″O / 18.244167, -93.610278, a una elevación de 1 metro sobre el nivel del mar.

## Demografía
Según el Conteo de Población y Vivienda 2020, efectuado por el Instituto Nacional de Estadística y Geografía, la localidad de Azucena 1.ª Sección tiene 470 habitantes, de los cuales 224 son del sexo masculino y 246 del sexo femenino. Su tasa de fecundidad es de 3.07 hijos por mujer y tiene 112 viviendas particulares habitadas.
| Gráfica de evolución demográfica de Azucena 1.ª Sección entre 1970 y 2020 |
|                                                                           |
| INEGI.                                                                    |